# اكادير روحا (نواصر)
اكادير روحا هو دُوَّار يقع بجماعة سيدي بوزيد الركراكي، إقليم شيشاوة، جهة مراكش آسفي في المملكة المغربية. ينتمي الدوّار لمشيخة نواصر التي تضم 20 دواوير. يقدر عدد سكانه بـ 193 نسمة حسب الإحصاء الرسمي للسكان والسكنى لسنة 2004.

## روابط خارجية
- البوابة الوطنية للجماعات الترابية
- المندوبية السامية للتخطيط